# Назаренко, Иван Петрович
Иван Петрович Назаренко(1918 — ?) — советский работник сельского хозяйства, бригадир полеводческой бригады, Герой Социалистического Труда.

## Биография
Сведений о дате и месте рождения нет.
На момент награждения работал бригадиром полеводческой бригады подсобного хозяйства № 6 комбината «Ростовуголь», город Новошахтинск, Ростовская область.

## Награды
- В соответствии с Указом Президиума Верховного Совета СССР от 16 октября 1953 года за получение высоких урожаев озимой пшеницы и зерновых культур в целом в 1952 году бригадиру полеводческой бригады подсобного хозяйства № 6 комбината «Ростовуголь» Ивану Петровичу Назаренко, получившему урожай зерновых культур в целом 30 ц/га на площади 207 га, было присвоено звание Героя Социалистического Труда с вручением ордена Ленина и золотой медали «Серп и Молот».
- Также награждён медалями.